# Lilianó
Lilianó, en grec moderne : Λιλιανό est un village du dème de Minóa Pediáda, en Crète, en Grèce. Selon le recensement de 2001, la population de Lilianó compte 63 habitants. Il est situé à une altitude de 380 m et à une distance de 40,5 km  de Héraklion.